# Zapałczanka
Zapałczanka – sortyment drewna nadający się do skrawania obwodowego, przeznaczony na patyczki i pudełka zapałczane. Najczęściej jest to drewno świerkowe, osikowe, topolowe, olchowe, brzozowe, bukowe, w postaci dłużyc, kłód lub wyrzynków.